# Olympische Jugend-Sommerspiele 2014/Teilnehmer (Grenada)
| Gelbes Symbol für Goldmedaillen mit stilisierten Olympischen Ringen | Graues Symbol für Silbermedaillen mit stilisierten Olympischen Ringen | Braundes Symbol für Bronzemedaillen mit stilisierten Olympischen Ringen |
| ------------------------------------------------------------------- | --------------------------------------------------------------------- | ----------------------------------------------------------------------- |
| —                                                                   | —                                                                     | 1                                                                       |

Die Jugend-Olympiamannschaft aus Grenada für die II. Olympischen Jugend-Sommerspiele vom 16. bis 28. August 2014 in Nanjing (Volksrepublik China) bestand aus vier Athleten.

## Athleten nach Sportarten

### Leichtathletik
| Mädchen - Meleni Rodney 400 m: Bronze | Jungen - Josh Boateng Diskuswurf: 15. Platz |

### Schwimmen
| Mädchen - Mia Benjamin 50 m Freistil: 40. Platz 200 m Lagen: 27. Platz | Jungen - Kerry Ollivierre 50 m Freistil: 35. Platz 50 m Brust: 36. Platz |